# Soissons
Soissons város Aisne megyében, Pikárdia régióban. Laontól 35, Reimstől 60 és Párizstól 110 km-re az Aisne kanyarulatában, az Aisne és a Crise összefolyásánál fekszik. Franciaország kulturális és történelmi városa címet viseli.

## Történelme
Nevét a belga-gall suessiones nép után kapta, amelyet Caius Iulius Caesar említ a gall háborúról szóló feljegyzéseiben (Commentarii de bello Gallico), s amelyek a Reims központú, szintén gall remi néppel együtt alkottak állandó törzsszövetséget. Háborúskodás idején a suessionesek főnöke vezette a Szajnától északra élő gall népeket. A római-gall háborúban a remi törzs a rómaiak oldalára állt. Caius Iulius Caesar alapította az Augusta Suessionumot a mai Soissons területén. A romanizált város stratégiai jelentősége megmaradt Syagrius és a Merovingok uralkodása idején egyaránt.
486-ban Klodvig legyőzte Syagriust a soissons-i csatában, aki Toulouse-ba menekült. Soissons lett a Meroving királyok székhelye 497-ig. Klodvig fiai 511-ben felosztották egymás között a Frank Birodalmat. Chlothárnak jutott a északnyugati terület, a későbbi Neustria, Soissons központtal. 752-ben III. Pipint itt koronázta királlyá Bonifatius Wynfrith. A normannok 884-ben fosztogattak a városban, 886-ban felégették a Saint-Médard kolostort, amit a 10. században a kalandozó magyarok leromboltak.
A francia vallásháborúk idején a hugenották foglalták el Soissons-t. 1814-ben Blücher csapatai, 1870-ben a porosz–francia háborúban a poroszok vették birtokukba. Az első világháborúban kétszer is elfoglalták a német csapatok, a tüzérségi harcokban a város épületeinek háromnegyed része romba dőlt.

## Népesség
| Lakosok száma | 25 890 | 30 213 | 29 829 | 28 442 | 28 551 | 29 417 | 28 530 | 28 712 | 28 888 | 28 667 |
|               | 1968   | 1982   | 1990   | 2006   | 2011   | 2016   | 2017   | 2019   | 2020   | 2022   |

## Műemlékek
- Az egykori Saint-Médard apátság kriptájában ma is látható I. Klodvig fiának és unokájának kriptája.
- Egykori Saint-Léger kolostor
- Egykori Saint-Jean-des-Vignes kolostor
- Saint-Gervais-et-Saint-Protais-székesegyház

A város 120 ha zöldterületet tart fenn.

## Testvérvárosok
- Eisenberg (Németország)
- Stadthagen (Németország)
- Câmpulung (Románia)
- Guardamar del Segura (Spanyolország)
- Arad (Izrael)
- Tidjikdja (Mauritánia)
- Louiseville (Kanada)